# Harry Nkumbula
Harry Mwaanga Nkumbula (Namwala, 15 de enero de 1916 - Lusaka, 8 de octubre de 1983) fue un político, sindicalista y empresario zambiano que desempeñó un papel destacado en la lucha por la independencia de Zambia respecto al Reino Unido. Fue líder del Congreso Nacional Africano de Zambia (ZANC), el primer partido representativo de la población africana local de la entonces colonia británica de Rodesia del Norte, y representante legislativo en el Concejo Legislativo y, más tarde, en la Asamblea Nacional de Zambia entre 1959 y 1978. Integró el ZANC junto con Kenneth Kaunda, aunque este se distanció del partido en protesta por el liderazgo supuestamente autocrático de Nkumubla y su decisión de participar en las elecciones segregadas organizadas por el régimen colonial, fundando lo que posteriormente sería el Partido Unido de la Independencia Nacional (UNIP).
En las elecciones generales de 1962, el ZANC encabezado por Nkumbula resultó ampliamente derrotado por el UNIP y, ante la disyuntiva de cooperar con Kaunda o con el Partido Federal Unido de los blancos aceptó formar una coalición con el primero, recibiendo el ministerio de Educación Africana. La alianza UNIP/ANC duró hasta las elecciones previas a la independencia de enero de 1964, cuando el UNIP ganó cincuenta y cinco escaños contra los diez recibidos por el ZANC.
Con la independencia de Zambia y la llegada al poder de Kaunda como primer presidente y el UNIP como partido dominante, Nkumbula se convirtió en líder de la oposición en el período conocido como «Primera República» (1964-1973). Su alcance estuvo mayormente limitado a la región sur del país y una ola de violencia perpetuada por el gobierno aplastó sus posibilidades de expandirse al norte. A pesar de esto, Nkumbula contendió como candidato presidencial del ZANC en las primeras elecciones generales de 1968 y resultó abrumadoramente derrotado por Kaunda, aunque retuvo con facilidad su escaño en la Asamblea Nacional en representación de la circunscripción de Monze y el partido logró derrocar a cuatro ministros del gobierno de sus distritos. En vista del desempeño sólido de la oposición en el sur y amparándose en la creciente violencia sectaria que afectaba al país, Kaunda anunció sus intenciones de convertir al país en un estado de partido único. Nkumbula capituló ante esta situación y firmó la Declaración Choma, garantizando la transición al nuevo sistema sin violencia y afiliándose él mismo al UNIP. Fue reelegido una última vez en su distrito en las elecciones unipartidistas. El último acto político destacado de Nkumbula fue un fallido intento de disputar a Kaunda la presidencia del UNIP en las elecciones generales de 1978, sin éxito. Desapareció de la escena política después de esto y falleció el 8 de octubre de 1983, a los 67 años.